# 1-я стрелковая дивизия (2-го формирования)
1-я стрелковая дивизия (1-я стрелковая Брестская Краснознамённая дивизия; формирования 1943 года) — воинское соединение Вооружённых Сил СССР в Великой Отечественной войне.

## История дивизии
Сформирована на базе 31-й курсантской стрелковой бригады и 100-й Казахской стрелковой бригады.
В действующей армии c 9 декабря 1943 года по 3 февраля 1944 года и с 25 марта 1944 года по 9 мая 1945 года.
Участвовала в Полесской операции, Люблин-Брестской операции, Восточно-Прусской операции, Восточно-Померанской операции, Берлинской стратегической наступательной операции.
По окончании Великой Отечественной войны дивизия в июне 1945 года была расформирована, её войска обращены на доукомплектование Группы советских оккупационных войск в Германии.

## Газета
Выходила газета «Кутузовец». Редактор — майор Чечановский Марк Осипович (1899—1974?)

## Подчинение
| Дата                 | Фронт (округ)           | Армия                  | Корпус (группа)         | Примечания |
| -------------------- | ----------------------- | ---------------------- | ----------------------- | ---------- |
| 1 января 1944 года   | 2-й Прибалтийский фронт | 6-я гвардейская армия  | 96-й стрелковый корпус  |            |
| 1 февраля 1944 года  | 2-й Прибалтийский фронт | 10-я гвардейская армия | 96-й стрелковый корпус  |            |
| 1 марта 1944 года    | 2-й Прибалтийский фронт | 10-я гвардейская армия | 96-й стрелковый корпус  |            |
| 1 апреля 1944 года   | 2-й Белорусский фронт   | 70-я армия             | 96-й стрелковый корпус  |            |
| 1 мая 1944 года      | 1-й Белорусский фронт   | 70-я армия             | 96-й стрелковый корпус  |            |
| 1 июня 1944 года     | 1-й Белорусский фронт   | 70-я армия             | 96-й стрелковый корпус  |            |
| 1 июля 1944 года     | 1-й Белорусский фронт   | 70-я армия             | 96-й стрелковый корпус  |            |
| 1 августа 1944 года  | 1-й Белорусский фронт   | 70-я армия             | 96-й стрелковый корпус  |            |
| 1 сентября 1944 года | 1-й Белорусский фронт   | 70-я армия             | 114-й стрелковый корпус |            |
| 1 октября 1944 года  | 1-й Белорусский фронт   | 70-я армия             | 96-й стрелковый корпус  |            |
| 1 ноября 1944 года   | 1-й Белорусский фронт   | 70-я армия             | 96-й стрелковый корпус  |            |
| 1 декабря 1944 года  | 2-й Белорусский фронт   | 70-я армия             | 96-й стрелковый корпус  |            |
| 1 января 1945 года   | 2-й Белорусский фронт   | 70-я армия             | 96-й стрелковый корпус  |            |
| 1 февраля 1945 года  | 2-й Белорусский фронт   | 70-я армия             | 96-й стрелковый корпус  |            |
| 1 марта 1945 года    | 2-й Белорусский фронт   | 70-я армия             | 96-й стрелковый корпус  |            |
| 1 апреля 1945 года   | 2-й Белорусский фронт   | 70-я армия             | 114-й стрелковый корпус |            |
| 1 мая 1945 года      | 2-й Белорусский фронт   | 70-я армия             | 114-й стрелковый корпус |            |

## Состав[1]
- 408-й стрелковый полк
- 412-й стрелковый полк
- 415-й стрелковый полк
- 226-й артиллерийский полк
- 339-й отдельный истребительно-противотанковый дивизион
- 1-я отдельная разведывательная рота
- 55-й отдельный сапёрный батальон
- 30-й отдельный батальон связи (306-я отдельная рота связи)
- 81-й (79-й) медико-санитарный батальон
- 24-я отдельная рота химической защиты
- 525-я автомобильная рота
- 369-й полевая хлебопекарня
- 745-й дивизионный ветеринарный лазарет
- 1644-я почтово-полевая станция
- 1634-я полевая касса Госбанка

## Командиры
- Бакуев, Леонид Андреевич, полковник — (08.12.1943 — 01.09.1944)
- Карпелюк, Андрей Иосифович, полковник — (02.09.1944 — 09.05.1945)

## Отличившиеся воины дивизии
- Бувин, Иван Иванович, старший лейтенант — командир батареи 339-го отдельного истребительного-противотанкового дивизиона.
- Ванцин, Пётр Андреевич, лейтенант — командир 1-й стрелковой роты 415-го стрелкового полка.
- Вдовиченко, Василий Петрович, старшина — помощник командира взвода разведки 415-го стрелкового полка.
- Виноградов, Пётр Ильич, младший сержант — стрелок 1-го стрелкового батальона 412-го стрелкового полка.
- Гринёв, Михаил Андреевич, старший сержант — командир орудия 226-го артиллерийского полка.
- Дьяконов, Николай Максимович, красноармеец — наводчик ручного пулемёта 415-го стрелкового полка.
- Карасёв, Алексей Маркович, старший сержант — командир пулемётного расчёта пулемётной роты 1-го стрелкового батальона 412-го стрелкового полка.
- Кирюшкин, Алексей Петрович, старшина — командир миномётного отделения 3-й миномётной роты 415-го стрелкового полка.
- Протопопов, Иван Иванович, старший лейтенант — командир взвода 415-го стрелкового полка.
- Репкин, Григорий Васильевич, сержант — командир отделения 1-й отдельной разведывательной роты.
- Рябинин, Николай Сергеевич, старший лейтенант — командир взвода 412-го стрелкового полка.
- Самков, Сергей Александрович, майор — командир 1-го батальона 412-го стрелкового полка.
- Свинарчук, Николай Давыдович, старший сержант — помощник командира взвода 415-го стрелкового полка.
- Соловьёв, Анатолий Иванович, старшина — командир орудия 1-й батареи 339-го отдельного истребительно-противотанкового дивизиона.
- Факудис, Юрий Константинович, ефрейтор — сапёр-разведчик 1-й роты 55-го отдельного сапёрного батальона.
- Царицын, Константин Иванович, старший сержант, командир орудия 339-го отдельного истребительно-противотанкового дивизиона.
- Шмотов, Борис Леонтьевич, старший лейтенант ― командир роты 412-го стрелкового полка .

## Награды
- 10 августа 1944 года — почётное наименование «Брестская»[2] — присвоено за отличие в боях при освобождении Бреста;
- 19 февраля 1945 года —  Орден Красного Знамени[3] — награждена за образцовое выполнение заданий командования в боях с немецкими захватчиками при прорыве обороны немцев севернее Варшавы и проявленные при этом доблесть и мужество.[4]

Награды полков и батальонов:
- 408-й стрелковый Гданьский[5] Краснознамённый[6] ордена Суворова[7] полк;
- 412-й стрелковый Новогеоргиевский[8] Краснознамённый[9] ордена Кутузова[10] полк;
- 415-й стрелковый Торуньский[11] Краснознамённый[12] ордена Александра Невского[6] полк;
- 226-й артиллерийский Краснознамённый[12] ордена Суворова[9] полк.
- 339-й отдельный истребительно-противотанковый Краснознамённый[6] орденов Кутузова[9] и Богдана Хмельницкого[10] дивизион.
- 55-й отдельный сапёрный ордена Красной Звезды[10] батальон.
- 30-й отдельный ордена Красной Звезды[10] батальон связи